# Festival du film espagnol Cinespaña de Toulouse 2024
Le Festival du film espagnol Cinespaña de Toulouse 2024, 29e édition du festival, se déroule du 4 au 13 octobre 2024.

## Déroulement et faits marquants
Outre la compétition, la 29e édition du festival propose un hommage à Ana Torrent, des reprises de films espagnols et portugais. Une nouvelle récompense, la Violette d'Honneur, est créé pour récompenser une personnalité pour l'ensemble de sa carrière; c'est la réalisatrice Isabel Coixet qui reçoit ce prix pour la  première fois,.
Le 13 octobre 2024, le palmarès est dévoilé. Le film La estrella azul de Javier Macipe remporte cinq prix : la Violette d'or du meilleur film, le prix de la meilleure réalisation, le prix du public, le prix de la meilleure musique et le prix de la meilleure interprétation masculine.

## Jury longs-métrages de fiction
- Maria de Medeiros, actrice et réalisatrice(présidente du jury)
- Benoît Chamaillard, directeur de la photographie
- Frédéric Videau, réalisateur

## Sélection

### En compétition

#### Fictions
- Creatura de Elena Martín
- Dans la chambre du sultan de Javier Rebollo (es)
- Estamos no ar de Diogo Costa Amarante
- La estrella azul de Javier Macipe
- The Human Hibernation de Anna Cornudella
- La imatge permanent (ca) de Laura Ferrés (es)
- La parra de Alberto Gracia
- Los pequeños amores (es) de Celia Rico (es)

### Hors compétition

#### Avant-Premières
- Un amor de Isabel Coixet
- Rock Bottom de María Trénor
- À la lueur de la chandelle de André Gil Mata
- Marco de Aitor Arregi et Jon Garaño
- Grand Tour de Miguel Gomes

#### Reprises 2024 Espagne
- 20 000 espèces d'abeilles de Estibaliz Urresola Solaguren
- Border Line (La llegada) de Alejandro Rojas et Juan Sebastián Vasquez
- Dos Madres (Sobre todo de noche) de Víctor Iriarte (es)
- En bonne compagnie de Sílvia Munt
- Matria de Álvaro Gago (es)
- Mon ami robot (Robot Dreams) de Pablo Berger
- O corno, une histoire de femmes de Jaione Camborda
- Orlando, ma biographie politique de Paul B. Preciado
- Septembre sans attendre (Volveréis) de Jonás Trueba
- They Shot the Piano Player de Fernando Trueba et Javier Mariscal

#### Reprises 2024 Portugal
- Cesária Évora, la diva aux pieds nus de Ana Sofia Fonseca
- Légua (en) de Filipa Reis et João Miller
- Mal Viver de João Canijo
- Viver mal de João Canijo
- Nome de Sana Na N'Hada

#### Ana Torrent
- L'Esprit de la ruche de Víctor Erice
- Tesis d'Alejandro Amenábar
- Fermer les yeux de Víctor Erice
- Dos Madres (Sobre todo de noche) de Victor Iriarte

#### Día del Cine Español
- Les Voyous (Los Golfos) de Carlos Saura
- El cálido verano del Sr. Rodríguez de Pedro Lazaga

#### Histoires du cinéma portugais
- Val Abraham de Manoel de Oliveira
- Capitaines d'avril de Maria de Medeiros

#### Nuit fantastique
- Les Révoltés de l'an 2000 de Narciso Ibáñez Serrador
- Le Jour de la bête de Álex de la Iglesia
- Rec de Jaume Balagueró et Paco Plaza

## Palmarès
- Violette d'or : La estrella azul de Javier Macipe
- Prix de la meilleure réalisation : Javier Macipe pour La estrella azul
- Prix de la meilleure interprétation féminine : Elena Martín pour son rôle dans Creatura
- Prix de la meilleure interprétation masculine : Pepe Lorente pour son rôle dans La estrella azul
- Prix de la meilleure photographie : Sabine Lancelin pour Estamos no ar
- Prix de la meilleure musique : Alicia Morote et Peteco Carabajal pour La estrella azul
- Prix du meilleur scénario : Diogo Costa Amarante pour Estamos no ar
- Prix du meilleur nouveau réalisateur : Diogo Costa Amarante pour Estamos no ar
- Prix du public : La estrella azul de Javier Macipe
- Violette d'Honneur : Isabel Coixet